# Saison 2009-2010 du BSC Young Boys
Chronologie
Saison précédente Saison suivante
Le BSC Young Boys joue pour la saison 2009-2010 en Axpo Super League, la première division suisse. 
L'équipe entraînée par Vladimir Petković termine vice-championne de Suisse avec 77 points à l'issue de la saison, se qualifiant ainsi pour le troisième tour de qualification de la Ligue des champions de l'UEFA 2010-2011. Les Young Boys sont moins performants dans les autres compétitions, avec une élimination en quarts de finale de la Coupe de Suisse par le FC Lausanne-Sport, et dès le troisième tour de qualification de la Ligue Europa 2009-2010 par l'Athletic Bilbao.